# Verrucaria pinguicula
Verrucaria pinguicula är en lavart som beskrevs av A. Massal. Verrucaria pinguicula ingår i släktet Verrucaria och familjen Verrucariaceae.  Arten är reproducerande i Sverige. Inga underarter finns listade i Catalogue of Life.